# Haugsbygd
Haugsbygd (eller Vang) är en tätort och kyrkby i Ringerike kommun i Buskerud fylke i sydöstra Norge. Orten ligger vid fylkesväg 241, öster om staden Hønefoss. Här finns Haugs kyrka.
Tidigare har orten tillhört dåvarande Norderhovs kommun.